# Аргуэльо, Алексис
Андре́с Але́ксис Аргуэ́льо Боо́ркес (также Аргуэйо; исп. Andres Alexis Argüello Bohorquez; род. 19 апреля 1952, Манагуа, Никарагуа — 1 июля 2009, Манагуа) — никарагуанский боксёр-профессионал, выступавший в полулёгкой, 2-й полулёгкой, лёгкой, 1-й полусредней и полусредней весовых категориях. Чемпион мира в полулёгкой (версия WBA, 1974—1976), 2-й полулёгкой (версия WBC, 1978—1980) и лёгкой (версия WBC, 1981—1982) весовых категориях. Был признан лучшим боксёром XX века во 2-м полулёгком весе по версии журналистов Ассошиэйтед Пресс.
Алексис Аргуэльо участвовал в политике Никарагуа. Неоднократно менял политическую ориентацию, примыкая то к сандинистам, то к контрас. В ноябре 2008 года был избран от СФНО мэром своего родного города Манагуа — столицы Никарагуа. Погиб при невыясненных обстоятельствах в 2009 году. Официальной версией объявлялось самоубийство, но существуют предположения об убийстве.

## Биография
Андрес Алексис Аргуэльо Бооркес родился 19 апреля 1952 года в Манагуа, Никарагуа. Он был третьим мальчиком в семье Сойлы Росы Бооркес и Гильермо Аргуэльо Бонильи. Родители Аргуэльо переехали в Манагуа из Гранады до рождения Алексиса в поисках лучшей жизни. У Алексиса было две сестры — Марина и Норма, а также два брата — Гильермо-младший и Иван, позднее к многочисленному семейству добавились Орландо, Исабель, Эдуардо и Сесар. Гильермо-старший, работавший сапожником, понимал, что такой большой семье нужно много денег, иначе жизнь станет невыносимой. Он был крупным мужчиной с хорошим чувством юмора, которое притягивало к нему людей. Однако, Гильермо никогда не был способен обеспечить своих близких в полной мере, соседи вспоминали его весёлым и гостеприимным человеком, а его жену строгой, но справедливой хранительницей очага. Если кто то из мальчиков провинился, то получал такую трёпку, которую не скоро забывал. Каждый день отец семейства выделял всего 10 кордоб на питание, Сойле приходилось выкручиваться изо всех сил, чтобы накормить восьмерых детей на эти деньги.
Каждый вечер пятницы и субботы Алексис проводил на дискотеке, а днём в безопасных районах Манагуа. Он был высок для своих лет, умён и приятен, он никогда не искал конфликтов и не позволял тяжёлому финансовому положению семьи повлиять на него. Старшие братья Алексиса успешно занимались боксом и даже выступали на Играх Центральной Америки и Карибского бассейна. Иван привёл своего младшего брата в бокс и решил помогать ему в его первых шагах в спорте. Помимо бокса, Алексис занимался всеми доступными видами спорта, в числе которых: бейсбол, футбол и баскетбол. Также он уделял большое внимание своему обучению в школе. В конце 1950-х годов в Никарагуа было обычным делом, когда подросток бросал школу и начинал работать, чтобы приносить деньги в семью. Алексис хотел учиться, но столкнулся с непреодолимым препятствием. Его родители не могли себе позволить ежемесячные выплаты школе и Алексису отказали в обучении. Это стало настоящим ударом для молодого Аргуэльо и одним из главных событий в его жизни. В то время страной правил Анастасио Сомоса Дебайле, и Аргуэльо впервые заинтересовался политикой, так как хотел узнать почему в стране допускаются такие вещи, как та, что случилась с ним в школе.
Большую часть времени Алексис проводил на различных подработках. Он был рабочим на ранчо крупного рогатого скота, а также помогал своему отцу проектировать канализацию. Постепенно Алексис обрёл авторитет в семье, и родные решили отправить его на заработки в Канаду, где проживал его дядя. Гильермо-старший собрал 2000 долларов на путешествие сына. Алексис стал первым из своей семьи, кто покидал Центральную Америку. Он отсутствовал около года, вернувшись домой с несколькими тысячами заработанных долларов. Это путешествие оказало большое влияние на Аргуэльо, он побывал в совершенно другой стране, со своей культурой и особенностями, сам он называл этот отрезок своей жизни «Периодом хиппи». За границей Аргуэльо испытал настоящее облегчение, после полной трудностей жизни в Манагуа. Он ходил на концерты, знакомился с людьми и вёл образ жизни хиппи, только без употребления наркотиков. Алексис изменился как внутренне, так и внешне, он отрастил волосы, чем довёл мать до слёз, так что ему пришлось подстричься.

### Приход в бокс
После возвращения в Никарагуа Аргуэльо проводил свободное время, ремонтируя машины с братьями. Он не планировал заниматься боксом, но однажды разговорился со своим отцом и тот посоветовал ему познакомиться с Мигелем Анхелем Риосом, известным как Кид Памбеле́ (исп. Kid Pambele). Он был популярным тренером, а также известным боксёром, выступавшим в полусреднем весе. К тому времени Риос также был директором Национальной боксёрской школы, у него не было свободного времени, поэтому он занимался лишь с несколькими спортсменами. Но всё же Риос решил просмотреть Аргуэльо, ему устроили спарринги с несколькими боксёрами. На удивление тренеров, худой высокий мальчишка нокаутировал двух из них, после этого сомнений не оставалось и его приняли в зал. На этом отборе присутствовал другой известный тренер Карлос Варела, который также был впечатлён. Таким образом Алексис в 14 лет попал под крыло двух самых известных специалистов в Манагуа, что означало, что у него был явный потенциал. Варела объяснял ему, что у него есть преимущество роста над большинством соперников и ему просто надо научиться им пользоваться.
Узнав, что Алексис начал заниматься боксом им заинтересовался муж его сестры Марины, известный боксёр Эдуардо Мохико Руэда. Он часто брал его с собой в спортзал в качестве спарринг-партнёра. Аргуэльо считает, что эти тренировки сильно помогли ему в становлении, так как Мохико дрался с ним в полную силу. Он старался подготовить молодого Алексиса к жестокому спорту, бытует мнение, что именно его жена Марина попросила его об этом.
Когда Алексис готовился к старту своей профессиональной карьеры у Мохико карьера была в самом разгаре, и он не мог выделять достаточно времени для его обучения. Поэтому в тренировочный процесс подключился Мигель Риос, а менеджером Аргуэльо стал доктор Эдуардо Роман. Сильной стороной Алексиса называли силу ударов и хорошую технику в атаке, слабой была работа ног и перемещение по рингу. При росте 175 см Аргуэльо был высоким боксёром для легчайшего веса и мало кто в этой весовой категории мог сравниться с ним в размахе рук. Алексису было комфортно под руководством Риоса, между ними установилась крепкая связь.

### Профессиональный бокс
Я часто участвовал в уличных драках и я был хорош в этом. Рато́н [Мохико] привёл меня в спортзал и мне очень понравилось. Я хотел прогрессировать, я хотел лучшие вещи, я знал, что мне придётся много работать, чтобы этого добиться. Я хотел стать чемпионом.— Алексис Аргуэльо
В 1968 году в возрасте 16 лет Аргуэльо принял решение стать профессиональным боксёром. За его плечами не было любительских боёв, зато он много тренировался и спарринговал с настоящими боксёрами. Также это решение было принято с финансовой точки зрения, Алексис хотел помочь своей семье и поэтому решил участвовать в боях, за которые платят деньги. Его первым соперником стал боксёр по прозвищу Щенок (исп. Chachorro) Амая, а поединок проходил в Леоне 1 августа 1968 года. Аргуэльо обещали 100 долларов за победу в этом бою, он не воспринял соперника всерьёз и проиграл нокаутом после удара по печени. Алексис был ранимым молодым человеком и хотел завершить свою карьеру, но его команда уговорила его продолжать.
18 ноября 1968 года Аргуэльо встречался с Исраэлем Мединой и нокаутировал его в первом раунде, в этом бою он заработал свой первый гонорар — 100 кордоб. Алексис очень нервничал перед поединком, его тренера упоминали, что он немного нервничал практически перед каждым боем в своей карьере. На ранней стадии своей карьеры Аргуэльо выступал без менеджера, чтобы сэкономить денег. Он подрабатывал в местной прачечной за 70 долларов в месяц, а затем отправлялся на вечернюю тренировку. 14 декабря 1968 Алексис выиграл 4-раундовый бой
против Оскара Эспиносы, а 25 января нокаутировал Альберто Мартинеса.
В отличие от большинства боксёров, которые начинали заниматься в 9-10 лет, Аргуэльо пришёл в бокс, как будто устроился на работу. Его целью было обеспечить свою семью. В то время, как большинство молодых боксёров испытывали трудности с дисциплиной, Алексис дал обещание своей семье стать боксёром и стремился выполнить его во что бы то ни стало. Поэтому после поражений он не сдавался и продолжал тренировки. 26 апреля 1969 года Аргуэльо проиграл матч-реванш против Оскара Эспиносы. После этого поражения, он не проигрывал до 1972 года, одержав 26 побед подряд (20 нокаутов).
В 1969 году Аргуэльо женился на своей подруге Сильвии Урбине, большинство членов его семьи посчитали, что он поторопился. Алексис говорил, что это была любовь с первого взгляда. Несмотря на регулярные выступления, финансовое положение семьи Аргуэльо было в плачевном состоянии. Поэтому Алексис попросил своего близкого друга Мохико, чтобы он нашёл ему «денежный» бой. Мохико должен был участвовать в боксёрском вечере, который проходил в Коста-Рике. Местному промоутеру нужен был боксёр для поединка против легковеса Марселино Беклеса, но он не верил, что Аргуэльо сможет составить ему конкуренцию. В итоге Мохико уговорил его взять Алексиса, для первого заграничного поединка он подарил ему свой красивый халат, привезённый из Австралии. Аргуэльо отблагодарил его эффектным нокаутом в конце восьмого раунда. За своё выступление он получил 600 долларов — самый большой гонорар в своей карьере.
Алексис победил четырёх следующих соперников: Марио Бохорхе, Хосе Урбину, Хулио Моралеса и Армандо Фигероа. К этому моменту 18-летний боксёр участвовал в 10-раундовых поединках. В 1971 он не потерпел ни одного поражения, выделялись две победы единогласным решением судей против Хулио Эрнандеса, которые он одержал в марте и апреле. 1 мая Аргуэльо встречался с Маурисио Буитраго, к тому времени об Алексисе знало большинство никарагуанских любителей бокса. Он не подвёл их и нокаутировал соперника в седьмом раунде. В сентябре 1971 года Аргуэльо выступал против своего близкого друга Рэя Мендосы. Боксёры тренировались у одного тренера, но для этого боя была договорённость, что Кид Памбеле будет в углу у Алексиса. С поддержкой тренера ему хватило четыре раунда, чтобы победить Мендосу. 2 октября Аргуэльо дрался в матче-реванше с Кид Клайем Буитраго, он победил единогласным решением судей. В этом поединке Алексис получил травму левой руки и последние два раунда бил только правой. Спустя два месяца он вернулся в ринг и легко одолел Висенте Уоррела-младшего. Затем ему потребовалось всего три раунда для побед над Гильермо Баррерой и Рафаэлем Гонсалесом.

#### Травма
Специалисты отмечали очевидный прогресс Аргуэльо, за последний год он вырос как боксёр. В январе 1972 он встречался с мексиканцем Хорхе Рейесом, во 2-м раунде Алексис сломал левую руку. К середине боя он не мог ей пошевелить, и после 6-го раунда доктор остановил бой. Травма руки оказалась серьёзной, и Аргуэльо прибывал в глубокой депрессии, опасаясь за свою спортивную карьеру. Ему пришлось лечь на операцию, так как рука была сломана в двух местах. Алексис проходил восстановление на протяжении восьми месяцев. Постепенно он вернулся к тренировкам под присмотром врачей, которые объяснили молодому боксёру, как правильно ставить руку при ударе, чтобы избегать травм. После возвращения в ринг он легко нокаутировал двух своих следующих соперников, показав всем, что он не потерял ударной мощи после травмы в поединке с Рейесом.
Когда талант Аргуэльо стал очевиден, на него обратили внимание инвесторы. В 50—60-е годы вкладывать деньги в спортсменов было в порядке вещей. Например, крупный землевладелец Карлос Элета был менеджером известного панамского боксёра Роберто Дурана. С Аргуэльо связался доктор Эдуардо Роман, который был вице-президентом национальной энергетической компании ENALUF. Он не разбирался в спорте, но хотел вложить деньги в перспективного боксёра. Во время их встречи Аргуэльо рассказал, что помимо бокса ему приходиться подрабатывать, чтобы сводить концы с концами. Доктор Роман сказал, что ему больше не придётся этим заниматься, но взамен он должен упорно тренироваться. Алексис согласился. Это послужило началу большой дружбы, которая длилась на протяжении многих лет. Доктор Роман начал выплачивать ему 1500 кордоб в месяц плюс 300 (на расходы связанные с тренировками).
В ночь на 23 декабря 1972 года в Манагуа произошло крупное землетрясение магнитудой 6,2 балла. Дом Аргуэльо был полностью разрушен, уцелела лишь одна комната, в которой спал Алексис с супругой и своим сыном Алексисом-младшим. По счастливой случайности в эту ночь они спали в одной комнате. В ту ночь в Манагуа погибло около 10000 человек. Дом, где жили родители Аргуэльо не пострадал. Жилище Алексиса было разрушено и он обратился за помощью к доктору Роману, который помог ему приобрести новый дом.
Доктор Роман взял Аргуэльо под своё крыло, он привозил ему книги и помог выучить английский язык. Роман способствовал тому, чтобы Алексис окончил школу, которую ему пришлось бросить в детстве. Также благодаря влиянию Романа Алексису противостояли более опытные и мастеровитые соперники. 24 ноября 1973 года Аргуэльо встречался с кубинским боксёром Хосе Легрой, бывшим чемпионом мира, который имел более 100 побед в своём послужном списке. Бой имел статус отборочного за звание обязательного претендента на титул чемпиона мира по версии WBA. Многие удивились тому, с какой лёгкостью Аргуэльо нокаутировал именитого соперника в первом раунде поединка.

#### Первый бой за титул чемпиона мира
С конца 1972 до начала 1974 года Аргуэльо одержал 12 побед, не потерпев ни одного поражения. Он побеждал лучших никарагуанских боксёров и был готов перейти на следующий уровень. Доктор Роман использовал свои связи в Панаме, чтобы организовать бой с чемпионом мира по версии WBA в полулёгком весе Эрнесто Маркелем. Для этого поединка Роман нанял дополнительного тренера мексиканца Пепе Моралеса, а также организовал тренировочный лагерь в Панаме, чтобы Аргуэльо смог акклиматизироваться перед боем, который прошёл 16 февраля 1974 года. За день до этого между командами боксёров произошёл конфликт, из-за того, что у Маркеля был перевес, но несмотря на это все формальности были улажены и проведению боя ничего не мешало. Чемпион был гораздо более искушённым боксёром, он имел большой технический арсенал, которым стал пользоваться с начала поединка. Первые два раунда Маркелю, благодаря своей незаурядной технике, не составляло труда уклонятся от опасных атак молодого претендента. В третьем раунде боксёры сошлись в откровенной «рубке»: Аргуэльо зажал соперника у канатов и провёл несколько точных ударов по рёбрам, на что Маркель ответил несколькими мощными апперкотами. В восьмом раунде Алексис чуть не отказался от продолжения боя, но его команда убедила боксёра продолжать. Заряженный на борьбу Аргуэльо смог прибавить в девятом раунде, Маркель был на грани поражения, превозмогая боль он «вязал» руки соперника, стараясь продержаться до конца раунда. К 11-му раунду все были уверены, что титул сменит своего владельца, но чемпион ещё не сказал своего последнего слова. В последних раундах он разгромил Аргуэльо, проведя несколько точных и мощных комбинаций. Претендент проиграл четыре последних раунда и проиграл бой единогласным решением судей. Несмотря на поражение, Алексис заявил о себе, продемонстрировав высокий уровень бокса.
В то время в Никарагуа было всего несколько боксёров высокого класса, поэтому внимание любителей спорта в стране было приковано к чемпионскому бою. Аргуэльо был очень чувствительным молодым человеком и после поражения он думал, что всех подвёл. На следующий день он собрал свою команду в отеле и извинился перед ними за поражение. Доктор Роман же понял, что Алексис не готов технически для таких противостояний, поэтому он направился в лагерь Маркеля и уговорил его тренера Рамона Доссмана поработать с Аргуэльо следующие два боя. Доссман легко согласился, так как он видел потенциал в молодом боксёре, а также, потому что Маркель завершил карьеру после этого поединка. После возвращения в Никарагуа Алексис посвятил себя цели стать первым никарагуанским чемпионом мира. Доктор Роман начал переговоры о проведении боя с легендой мексиканского бокса Рубеном Оливаресом, который завоевал титул за который дрался Аргуэльо с Маркелем. На пути к этому поединку Алексис встречался с Энрике Гарсией, победив его нокаутом в третьем раунде. Благодаря своим связям доктор Роман добился переезда тренера Рамона Доссмана из Панамы, для постоянной работы с Аргуэльо. В мае 1974 года Алексису противостоял канадский панчер Арт Хэфи. Прибыв в Никарагуа Хэфи попал во враждебную среду, его освистывали фанаты Аргуэльо, а также он испытывал дискомфорт от непривычного влажного климата. Продержавшись первые четыре раунда, Хэфи проиграл техническим нокаутом. После этой победы Алексис провёл два боя в Масая: в первом он одержал победу единогласным решением над Оскаром Апарисио, а во втором нокаутировал Отониэля Мартинеса.

#### Чемпион мира
После успешных переговоров Оливарес подписал контракт на проведение боя с Аргуэльо, который должен был состояться в ноябре 1977 года в США. В июне 1971 боксёры уже встречались, Алексис выступал в качестве спарринг-партнёра Оливареса. В вечер боя зал «Форума» был заполнен до отказа, зрители скандировали имя Оливареса. Он проводил уже 17-й поединок на этой арене, его знали и любили. Аргуэльо был фаворитом с небольшим перевесом у букмекеров. Бой проходил с переменным успехом, в первых раундах чемпион имел преимущество и вёл в карточках судей. Но в пятом раунде он пропустил точный удар Аргуэльо, и на его глазе появилась гематома. Алексис начал доставать Оливареса, потерявшего скорость перемещения по рингу. Середина боя осталась за претендентом, он усиливал давление, стараясь атаковать повреждённый глаз Оливареса. В девятом раунде поединок начал проходить в центре ринга, где чемпион имел преимущество над Аргуэльо. В начале десятого раунда Оливарес провёл точную комбинацию, нанеся удары по рёбрам и шеи. Затем он провёл точный правый удар поверх рук Алексиса, затем последовало ещё несколько удачных команд, которые завершили выигранный чемпионом раунд. Оливарес был лучше и в двух следующих раундах, но в начале 13-го он пропустил точный левый хук и упал на ринг в агонии. С трудом Оливарес поднялся и крикнул: «Нападай, ублюдок!» Не до конца восстановившийся чемпион выбрасывал неточные удара, пропуская выверенные атаки Аргуэльо. Претендент не торопился выверяя комбинации, одна из которых закончилась точным апперкотом, второй раз отправившим Оливареса на настил ринга. Он не смог вовремя подняться и рефери остановил поединок. Аргуэльо стал первым никарагуанским чемпионом мира по боксу. Он проигрывал по очкам в карточках у двух судей, третий считал, что была ничья. Несмотря на это, он смог переломить ход поединка.

Когда я победил Оливареса, я понял, что готов драться с любым. Не было ни одного боксёра моего уровня. Я был мастером в ринге. Я вернулся на родину, как герой.
— Алексис Аргуэльо
В аэропорту Манагуа Аргуэльо встречало 10 000 человек, это был настоящий триумф. Вскоре начали ходить слухи о возможно реванше Алексиса с Оливаресом, но вскоре стало известно, что он проведёт первую защиту титула против Лионеля Эрнандеса. Бой состоялся 15 марта 1975 года в Каракасе, Венесуэла. Точный джеб Аргуэльо заработал с первых минут поединка, Эрнандес пытался уклоняться с помощью корпуса, но у него мало что получалось. При поддержки родных трибун, взрывавшихся овациями при каждом удачном попадании своего любимца, Лионель наносил по несколько точных ударов каждый раунд, но темп в бою контролировал Аргуэльо. В шестом раунде чемпион нанёс точный левый удар по корпусу, Эрнандесу удалось избежать нокдауна, но после пропущенной атаки у него открылось рассечение под правым глазом. А в восьмом Алексис отправил соперника на настил ринга, Эрнандес поднялся, но вскоре рефери остановил бой после большого количества ударов, пропущенных претендентом.
В мае 1975 года Аргуэльо провёл первую защиту титула при родных зрителях в Никарагуа. Ему противостоял малоизвестный панамец Ригоберто Риаско, которого чемпион легко нокаутировал во втором раунде. Помимо чемпионского титула по версии WBA, на кону в этом бою также стоял титул чемпиона по версии журнала The Ring. В 1975 году помимо титульных поединков Алексис провёл ряд обычных рейтинговых боёв, он легко нокаутировал Росалио Муро (18 июля) и Саула Монтану (20 декабря). В октябре 1975 года Аргуэльо проводил защиту своих титулов против небитого японца Ройала Кобаяши. Поединок проходил на территории претендента в Токио, Япония. Несмотря на то, что Кобаяши ни разу не проигрывал боя за свою карьеру, он не встречался с элитными боксёрами, поэтому он не был готов к Аргуэльо. Развязка наступила в пятом раунде, когда чемпион сначала отправил японца на настил ринга, ударом по печени, а затем провёл эффектное добивание, после чего рефери остановил поединок.

#### Депрессия и развод
Вскоре после завоевания пояса чемпиона мира у Аргуэльо начали проблемы в личной жизни. Он постоянно был окружён вниманием, частые перелёты сменялись многочасовыми тренировками. По словам его близких Алексису было тяжело найти внутренний баланс в то время, из-за чего у него начали появляться признаки депрессии. В то же время наблюдатели отмечали большие успехи Аргуэльо в изучении английского языка. Он окончательно поправил финансовое положение своей семьи, каждый месяц Алексис получал стипендию в размере 150 долларов от президента Никарагуа Анастасио Самосы. В его гардеробе было больше 100 костюмов, а ездил Аргуэльо на автомобилях марок MG и Mercedes. Молодой боксёр стал знаменитостью национального масштаба, каждый его шаг освещался в газетах. «Жёлтая пресса» печатала статьи о его ночных похождениях в клубной части города. Возможно из-за этого Аргуэльо провёл неудачный бой против мексиканца Хосе Торреса, который отправил его в нокдаун в одном из раундов. В равном бою судьи отдали победу Алексису раздельным решением.
В 1976 году Аргуэльо развёлся со своей женой Сильвией и объявил о перерыве в карьере. В никарагуанской прессе писали, что он сделал это, чтобы снизить выплаты бывшей жене, но Алексис говорил, что боится оказаться «незащищённым» в ринге. После этого события всем стало понятно, что молодой чемпион столкнулся с глубоким эмоциональным кризисом. После расставания с Сильвией Аргуэльо начал встречаться с Патрисией Баррето, девушкой с которой он познакомился на одной из дискотек. Он не хотел драться с кем то из серьёзных соперников, поэтому решил выступить против брата Хосе Торреса — Сальвадора. Для четвёртой защиты титула он вернулся в «Форум», зал, где он завоевал свой титул. У прессы возникали вопросы к подготовке Аргуэльо, так как он уделял тренировкам всего пять дней в неделю, когда обычно, перед поединкам, тренируются шесть дней в неделю. 19 июня 1976 года боксёры вышли на ринг, чемпион доминировал, нанося точные джебы. Во втором раунде Алексис зажал претендента у канатов: в начале он провёл точный хук в корпус, а затем атаковал голову соперника. Бой закончился в третьем раунде, когда чемпион провёл точный правый кросс, отправив Торреса на настил ринга, рефери решил остановить поединок.

#### Переход во второй полулёгкий вес
После боя с Торресом Аргуэльо взял самую большую паузу, на тот момент, в своей карьере. Он не выступал более восьми месяцев. В газете The Los Angeles Times появилась статья, в которой утверждалось, что Аргуэльо завершил карьеру и намерен закончить своё обучение в одной из школ Никарагуа. К этому моменту он женился на Патрисии Баррето, многие его близкие вновь посчитали, что он совершил ошибку, так быстро вернувшись к семейной жизни. Осенью 1976 года Алексис освободил титул чемпиона мира по причине перехода в более тяжёлую категорию. В феврале 1977 года Аргуэльо объявил о своём возвращении, а также о том, что он будет выступать во второй полулёгкой весовой категории. Летом того же года состоялся дебют Алексиса перед нью-йоркской публикой, он дрался в Madison Square Garden против Эсекиля Санчеса из Доминиканской Республики.

### Политическая активность
Алексис Аргуэльо неоднократно менял политическую ориентацию. Первоначально режим Сомосы использовал спортивные успехи Аргуэльо в целях наращивания политического престижа. Аргуэльо имел почётное офицерское звание в Национальной гвардии. К концу 1970-х годов отношения Аргуэльо и Романа с правительством сильно ухудшились. Аргуэльо стал выступать под символикой СФНО. Эдуардо Аргуэльо, брат Алексиса Аргуэльо, воевал против Сомосы и погиб в партизанском отряде.
После победы Сандинистской революции Алексис Аргуэльо занял враждебную позицию в отношении СФНО. Имущество Аргуэльо было конфисковано сандинистским правительством, банковские счета заморожены. Вместе с доктором Романом он оказал финансово-организационную поддержку Легиону 15 сентября — первой структуре движения Контрас. Участвовал в вооружённой борьбе FDN в качестве полевого командира. Впоследствии поддерживал «левых контрас» — Эдена Пастору и его ARDE. Вынужден был эмигрировать из Никарагуа, вернулся после окончания гражданской войны и поражения СФНО на выборах 1990 года.
Однако Аргуэльо быстро разочаровался в антисандинистских правительствах Виолетты Барриос де Чаморро и Арнольдо Алемана. С начала 2000-х годов он вновь сблизился с СФНО, поддерживал Даниэля Ортегу на президентских выборах 2006 года. В 2008 году боксёр Алексис Аргуэльо был избран мэром Манагуа от СФНО, одержав победу над праволиберальным кандидатом Эдуардо Монтеалегре.

### Смерть при неясных обстоятельствах
1 июля 2009 года Алексис Аргуэльо был найден мёртвым в своём доме. Смерть наступила от огнестрельного ранения в сердце. Официальная полицейская версия предполагала самоубийство. Существует предположение, что причиной депрессии Аргуэльо стало разочарование в сандинистской политике, с которой он себя связал. Другая версия исходит из убийства. Оппозиция, особенно радикальная, восходящая к контрас, считает убийство политическим и возлагает ответственность на власти.
В связи с гибелью Алексиса Аргуэльо в Никарагуа был объявлен общественный и государственный траур.